# Ohukotsu
Ohukotsu – wieś w Estonii, prowincji Rapla, w gminie Märjamaa.
W pobliżu wsi wypływa rzeka Ohukotsu.